# Albonese
Albonese là một đô thị ở tỉnh Pavia trong vùng Lombardia của Ý, có cự ly khoảng 40 km về phía tây nam của Milan and about 40 km về phía tây bắc của Pavia. Tại thời điểm ngày 31 tháng 12 năm 2004, đô thị này có dân số 492 người và diện tích là 4,3 km².
Albonese giáp các đô thị sau: Borgolavezzaro, Cilavegna, Mortara, Nicorvo, Parona.